# ★愛と誠★
『★愛と誠★』（あいとまこと）は、2003年8月5日から12月9日までTBSで放送されたバラエティ番組である。

## 番組概要
番組演出によるやらせ発覚などで打ち切りとなった『ガチンコ!』の後番組で、TOKIOは引き続き続投し再スタートした番組。

## 番組内容
前半はTOKIO・さまぁ〜ず・小林麻耶出演による本番組本編を放送し、後半は以前『Pooh!』木曜前半枠にて放送されていた山口達也・山口智充・小池栄子出演の『ブーケをねらえ!』を放送するオムニバス放送形式であった。

## 出演者

### ★愛と誠★
- TOKIO
- さまぁ〜ず（大竹一樹・三村マサカズ）

放送開始当初は三村のみ出演。
- 小林麻耶（当時TBSアナウンサー）

### ブーケをねらえ!
- 山口達也（当時TOKIO）
- 小池栄子
- 山口智充（DonDokoDon）

### ゲスト出演
★愛と誠★のゲスト
- 梅宮アンナ
- 安部譲二

ほか
ブーケをねらえ!のゲスト
| - 柳葉敏郎（2003年8月5日） - 久本雅美（2003年8月12日） - 吉川晃司（2003年8月19日） - 飯島愛（2003年9月2日） - 相田翔子（2003年9月9日） - 櫻井淳子（2003年10月28日） - 三浦理恵子（2003年10月28日） - 光浦靖子（2003年10月28日） - ヒロミ（2003年11月4日） - 岩城滉一（2003年11月4日） | - 山咲トオル（2003年11月11日） - 東幹久（2003年11月11日） - 東貴博（2003年11月11日） - 辰吉丈一郎（2003年11月25日） - 小橋賢児（2003年12月2日） - おさる（2003年12月2日） - ウド鈴木（2003年12月2日） - 島崎和歌子（2003年12月9日） - 梨花（2003年12月9日） - 杉本彩（2003年12月9日） |

## 主なコーナー（★愛と誠★のみ）
- オトナ倶楽部
- ナインハーフ

ほか